# 百間堤溜池
百間堤溜池（ひゃっけんつつみためいけ）は、岩手県一関市室根町津谷川字有切にあるため池である。
2010年（平成22年）3月25日に百間堤（有切ため池）として農林水産省のため池百選に選定された。

## 概要

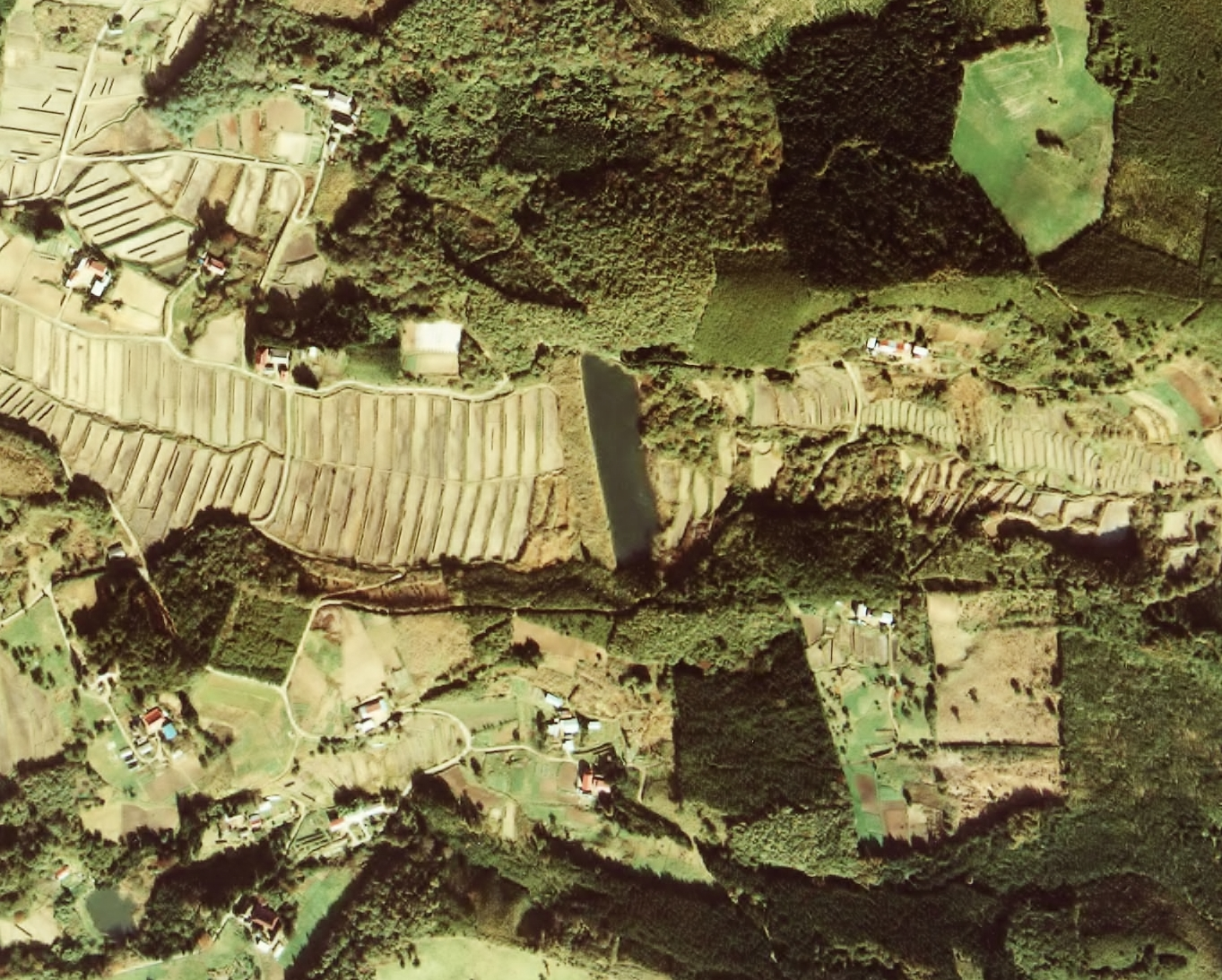
百間堤溜池付近の空中写真。写真中央の短冊型の縦長の池が百間堤溜池である。1977年撮影。

北上山地の太田山（標高685.3メートル）の山麓に100間（180メートル）を超える長大な堤を建造し灌漑用のため池として造られた。形状は地形をうまく利用し細長い形をしている。堤の頂長は180メートル、高さは7.9メートル。池の幅は50メートルで、総貯水量は40万5千立方メートルに及ぶ。これは室根地域（旧室根村）では最大で、市内でも有数の規模を誇る。
地元に伝わる構築の由来は、伊能忠敬に弟子入りした地元出身の「小野寺面之助」が1804年（文化元年）から1845年（弘化2年）に私財を投じ普請したと伝えられている。
下流の棚田は「有切棚田」として「東磐井地域棚田20選」に選ばれている。2025年現在、地元農家13軒が池の水を利用している。

## アクセス

### 道路
- 室根町中心部から宮城県道・岩手県道18号本吉室根線経由で約15分

### 路線バス
- 大船渡線矢越駅下車。一関市営バス有切バス停から徒歩10分[5]。

## 周辺
付近には複数のため池が所在する。百間堤溜池の上部には太田（だいた）溜池（総貯水量4.2千立方メートル）、南西に600メートル進んだところには後平（うしろだいら）溜池（総貯水量2.5千立法メートル）がある。ほかにも総貯水量1万立方メートル未満の小規模なため池もある。